# 9. korpus (Kopenska vojska ZDA)
Za druge 9. korpuse glejte 9. korpus.
9. korpus(izvirno angleško IX Corps)  je bil korpus Kopenske vojske Združenih držav Amerike.